# 오리운도
오리운도(oriundo, it; 이탈리아어 복수형 oriundi)는 이탈리아어와 포르투갈어 명사로, 조상이 같은 나라 출신인 국가의 이민자를 묘사하는 단어이다. 이 단어는 "태어나다"를 뜻하는 라틴어 동사 oriri(orior)에서 유래했으며, 어원적으로 오리엔트와 관련이 있다.
스페인어에서 오리운도는 원주민 또는 거주자를 의미하지만, 이 용어는 스페인에서도 조상이 스페인 이민자였던 라틴아메리카에서 태어난 일련의 운동선수들을 지칭하는 데 사용되었다. 이탈리아 문화에서 오리운도는 자신의 출신국이 아닌 다른 나라에 거주하는 사람(즉, 이탈리아 혈통을 가지고 이탈리아 외부에서 거주하는 사람)을 의미한다. 오리운도는 법적 용어로 출신국에 대해 일반적으로 외국인이다. 이들이 출신국과 문화적, 언어적 유대를 유지하는지 여부는 대개 성장 배경, 가족 배경, 문화적 가치의 보존에 따라 달라진다.

## 개요
일부 오리운도는 국제 대회에서 이탈리아 또는 스페인 축구 국가대표팀에서 뛰었으며, 이들 중 일부는 이전에 본국을 대표하기도 했다. FIFA는 국제 축구선수가 해당 국가의 시민권을 가지고 있거나 해당 국가와 밀접한 혈연 관계를 가지고 있어야 한다고 규정한다. 오리운도는 후자에 따라 자격을 얻을 수 있으며, 또한 속인주의로 인해 본토 출신이 아닌 이민자보다 시민권을 더 쉽게 취득할 수 있다. 이탈리아와 스페인 리그가 "외국인" 선수에 대한 쿼터 또는 금지를 부과했을 때, 오리운도들은 부분적으로 또는 전적으로 면제되었다.
1920년대부터 1950년대까지 유럽 클럽 팀의 라틴 아메리카 투어가 흔했으며, 반대 방향 투어도 있었다. 유럽 감독들은 종종 이러한 투어에서 플레이하는 것을 본 라틴 아메리카 선수들을 영입했다. 두 국가를 대표하는 선수들의 영입은 1964년 FIFA가 선수가 두 개 이상의 국가를 대표할 수 없다고 판결하면서 크게 줄어들었다. 1960년대에는 1962년 FIFA 월드컵의 산티아고 전투와 인터콘티넨털컵의 여러 결승전과 같은 사건들로 인해 남미 축구가 더 폭력적이고 수비적인 것으로 간주되어 선수 영입이 줄어들었다.

## 이탈리아 오리운도

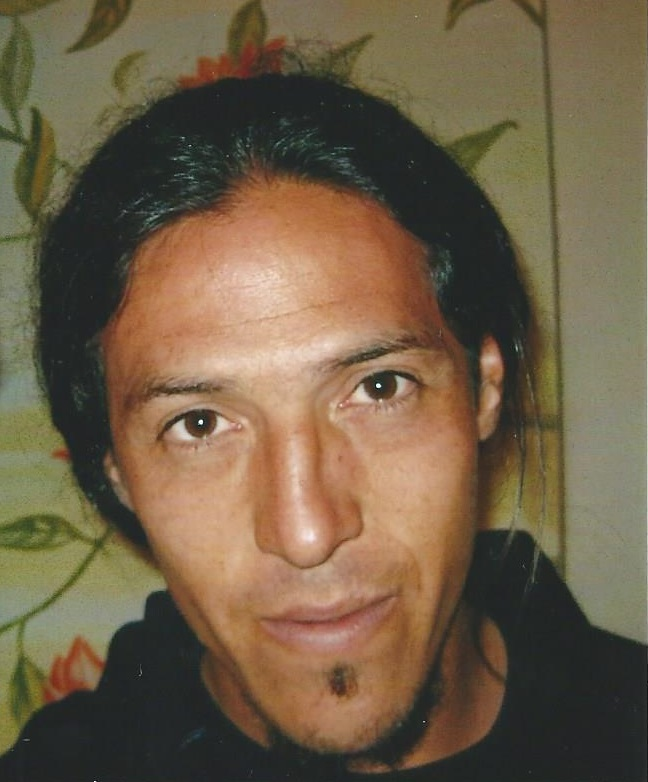
마우로 카모라네시는 아르헨티나에서 태어났지만 그의 혈통으로 인해 이탈리아 국가대표팀에서 뛰었다. 2006년 그는 독일에서 열린 FIFA 월드컵에서 이탈리아 국가대표팀과 함께 우승했다.

1920년대와 30년대에 이탈리아로 "귀환"한 이탈리아계 미국인들은 림파트리아티("귀국자")로 알려졌다. 파시스트 이탈리아에서는 이들이 자동으로 이중국적을 가졌고 귀화 절차를 밟을 필요가 없었다. 이탈리아 축구 국가대표팀 감독 비토리오 포초는 1934년 FIFA 월드컵에서 우승한 팀에 여러 명의 오리운도를 선발했다. 그는 이 정책에 대한 비판에 대해 징병을 언급하며 "이탈리아를 위해 죽을 수 있다면 이탈리아를 위해 뛸 수 있다"고 반박했다. 엔리케 과이타, 스코펠리, 스타냐로는 1936년 아비시니아 전역에 징집되는 것을 피하기 위해 프랑스로 떠나려 했다.
이탈리아 축구에서 오리운도라는 용어는 1950년대 초부터 사용되었다. 이 범주는 1970년대까지 일정 기간 동안 본국 선수 및 외국인 선수와 별개로 존재했다. 1957년 코파 아메리카에서 우승한 아르헨티나 국가대표팀의 세 스타인 오마르 시보리, 움베르토 마스키오, 안토니오 발렌틴 안젤리로는 이탈리아 클럽에 영입되어 시민권을 부여받았으며, 이로 인해 아르헨티나는 1958년 FIFA 월드컵에서 실망스러운 성적을 보였다.
1966년에는 이탈리아 리그에 새로운 외국인 선수가 허용되지 않았다. 이들의 존재는 국가대표팀의 지속적인 부진의 원인으로 지목되었으며, 1966년 FIFA 월드컵에서 북한에게 굴욕적인 패배를 당하며 절정에 달했다. 1980년부터 세리에 A 팀당 한 명의 외국인 선수가 허용되면서 금지 조치가 완화되었다.
최근 몇 년 동안 가장 유명한 이탈리아 오리운도는 전 유벤투스의 이탈리아계 아르헨티나인 축구선수 마우로 카모라네시였다. 그는 1873년 이탈리아의 마르케 지역 포텐차피체나에서 아르헨티나로 이민 온 증조부를 통해 이탈리아 시민권을 얻을 자격이 있었다. 카모라네시는 2006년 FIFA 월드컵에서 아주리와 함께 우승했다.

### 이탈리아 축구 오리운도 목록
- – 에르마노 아에비 – 인테르 – 1910–22
- - 발레리오 알레시 - 아스콜리, 치비타베키아, 볼차노, 아크리, 페르마나, 마체라테세, 산테히디에세 - 1985-1998
- - 대니얼 알레시 - 사소 마르코니 - 2018–현재
- - 존 알로이지 - 크레모네세 - 1995-97
- - 로스 알로이지 - 알차노 비레스치트, 프로 세스토 - 2000-03
- – 조제 알타피니 – 밀란, 나폴리, 유벤투스 – 1958–76
- – 아마우리 카르발류 지 올리베이라 – 나폴리, 피아첸차, 키에보, 팔레르모, 유벤투스, 파르마, 피오렌티나, 토리노 – 2000–02, 2003–16
- – 미켈레 안드레올로 – 볼로냐, 라치오, 나폴리 – 1935–48
- – 안토니오 안젤리로 – 인테르, 로마, 밀란, 레코, 제노아 – 1957–69
- - 크리스티안 안살디 - 제노아, 인테르나치오날레, 토리노 - 2015–현재
- – 에밀 아우데로 – 유벤투스, 베네치아, 삼프도리아 – 2016–현재
- - 펠리페 아베나티 - 테르나나, 볼로냐 - 2013-17, 2017–18
- – 에밀리오 바디니 – 볼로냐, 스팔 – 1913–22
- - 다니엘 발디 - 트레비소, 테라모 - 2006, 2007
- - 아미우카르 바르바이 - 라치오 - 1931-32
- - 발터 바세히오 - 트레비소 - 2006
- - 조시아스 바소 - 라벤나, 레지나 - 2008-2010
- - 오스카르 바소 - 인테르나치오날레 - 1949-50
- - 가브리엘 오마르 바티스투타 - 피오렌티나, 로마, 인테르 - 1991-2003
- – 크리스티안 바토키오 – 우디네세 - 2010–12
- - 페르난도 벨루스치 - 제노아 - 2012
- - 줄리오 베네데티 - 비테르베세 - 2021-
- - 가에타노 베라르디 - 브레시아, 삼프도리아 - 2010-14
- - 에데닐손 베르곤시 - 바레세 - 2010
- - 세르히오 베르티 - 파르마 - 1992-93
- - 다니엘 베르토니 - 피오렌티나, 나폴리, 우디네세 - 1981-87
- - 다니엘 베사 - 인테르, 비첸차, 볼로냐, 코모, 베로나, 제노아 - 2012-13, 2014–현재
- - 파트릭 베토니 - 비첸차, 아스콜리, 레지아나 - 1998-2002
- - 루도비코 비돌리오 - 팔레르모 - 1916-17
- - 루카스 비글리아 - 라치오, 밀란 - 2013-2020
- - 마크 비리히티 - 바레세 - 2015
- - 마리오 볼라티 - 피오렌티나 - 2010-11
- - 마르티노 보르게세 - 제노아, 비테르베세, 페스카라, 알게로, 구비오, 바리, 프로 베르첼리, 스페치아, 바레세, 코모, 리보르노, 세레뇨 - 2006-2014, 2014–현재
- - 클라우디오 보르히 - 코모 - 1987
- - 마우로 보셀리 - 제노아, 팔레르모 - 2011, 2013
- - 안드레스 보티글리에리 - 젠차노, 발레 다오스타, 사보나, 보게라, 바도 리구레 - 2006-2014
- - 다니엘 브라보 - 파르마 - 1996-97
- - 마크 브레시아노 - 엠폴리, 파르마, 팔레르모, 라치오 - 1999-2011
- - 조슈아 브릴란테 - 피오렌티나, 엠폴리, 코모 - 2014-16
- - 다니엘 칼리주리 - 이탈리아에서 뛰지 않았으나, 2015년 이탈리아 국가대표팀에 소집됨
- - 카에타누 프리스페리 칼릴 - 시에나, 크로토네, 프로시노네, 바레세, 살레르니타나, 카타니아, 리보르노, 시라쿠사 - 2007-2018
- - 티아고 칼바노 - 페루자, 삼베네데테세 - 2002-03
- – 마우로 카모라네시 – 베로나, 유벤투스 – 2000–10
- - 뱅상 캉델라 - 로마, 우디네세, 시에나, 메시나 - 1997-2005, 2005–07
- - 마시모 칸니차로 - 에키페 로마냐 - 2003-04
- - 마우로 칸토로 - 아스콜리 - 2001
- — 엘리오 카프라도시 — 바리, 로마 — 2017–현재
- - 발터 카사그란데 - 아스콜리, 토리노 - 1987-1993
- - 파비안 카리니 - 유벤투스, 인테르나치오날레, 칼리아리 - 2001-02, 2004–07
- - 디에고 카발리에리 - 체세나 - 2010
- - 에딘손 카바니 - 팔레르모, 나폴리 - 2007-2013
- - 알레산드로 셀린 - 유베 스타비아 - 2015-16
- - 세사르 체르보 데 루카 - 키에보 베로나, 카타니아, 파도바, 유베 스타비아, 크레모네세, 비르투스 엔텔라, 마리나 줄리아 - 2003-2015, 2018
- – 레나토 체사리니 – 유벤투스 – 1929–35
- – 가스톤 셀레리노 – 리골나 1922 - 2021–현재
- – 아르투로 키니 루두에냐 – 로마 – 1927–34
- - 다비데 키우미엔토 - 유벤투스, 시에나 - 2004-07
- - 조나탄 시세루 모레이라 - 인테르나치오날레, 파르마 - 2011–2015
- - 가브리엘 시케로 - 레체 - 2006
- - 엔초 콘치나 - 라벤나, 체세나, 파비아, 피아첸차, 몬차, 놀라, 포를리 - 1982-1994
- - 이고르 코로나도 - 트라파니, 팔레르모 - 2015-18
- - 니콜라스 코르베토 - 우디네세, 트리에스티나, 타란토, 쥐트티롤 - 2008, 2009–10, 2015–16
- - 에르난 크레스포 - 파르마, 라치오, 인테르나치오날레, 밀란, 제노아 - 1996-2003, 2004–05, 2006-2012
- - 펠리페 쿠르치오 - 포자, 루파 로마, 마르티나 프랑카, 피델리스 안드리아, 브레시아 - 2013–14, 2015–현재
- - 데이비스 쿠리알레 - 캄포벨로 디 마차라, 팔레르모, 삼베네데테세, 비첸차, 라벤나, 치타델라, 크로토네, 트리에스티나, 그로세토, 프로시노네, 트라파니, 레체, 카타니아 - 2004–현재
- – 디노 다 코스타 – 로마, 피오렌티나, 아탈란타, 유벤투스 – 1955–66
- - 카이오 데 첸코 - 보카 산 라자로, 벨라리아, 체세나, 레지아나, 몬차, 파비아, SPAL, 폰테데라, 포르데노네, 트라파니, 파도바, 피스토이에세, 쥐트티롤 - 2007–현재
- - 니콜라스 데 산티스 - 테르몰리 - 1992-93
- - 야고 델 피에로 - 산 마리노, 체세나 - 2013-15
- - 주앙 파울루 디 파비우 - 칼리아리, 코모 - 2002-05
- - 파비오 다프렐라 - 브레시아, 팔레르모, 카르피, 키에보 베로나, 바리 - 2010-17
- – 알레한드로 데마리아 – 라치오 – 1931–34
- – 파올로 델라피오레 – 트레비소, 팔레르모, 토리노, 파르마, 체세나, 노바라, 시에나 – 2005–13
- – 아틸리오 데마리아 – 인테르, 노바라, 레냐노 – 1932–36, 1938–46
- - 마티아 데솔레 - 몬차, 폴리뇨 - 2012-13
- – 알프레도 데빈첸치 – 인테르 – 1934–36
- – 로베르토 디 마테오 – 라치오 – 1993–96
- - 다니엘레 디키오 - 삼프도리아, 레체 - 1997-98
- - 토니 도리고 - 토리노 - 1997-98
- - 둥가 블레도른 베리 - 피사, 피오렌티나, 페스카라 - 1987-1993
- - 파울로 디발라 - 팔레르모, 유벤투스 - 2011-현재
- – 에데르 시타딘 마르틴스 – 엠폴리, 브레시아, 체세나, 삼프도리아, 인테르 – 2006–07, 2010–현재
- - 호드리구 엘리 - 밀란, 레지나, 바레세, 아벨리노 - 2012-17
- - 안토니오 에스포시토 - 칼리아리, 바레세 - 2001-02, 2004–05
- - 크리스티안 에스포시토 - 알비노레페, 노바라, 프로 베르첼리, 카탄차로, 사보나 - 2009-2012, 2013-4
- – 리카르도 파치오 – 인테르 – 1933–36
- - 세사르 팔레티 - 테르나나, 볼로냐, 팔레르모 - 2013–현재
- – 오타비오 판토니 – 라치오 – 1930–35
- - 프랭크 파리나 - 바리 - 1991-92
- - 페데리코 파시오 - 로마 - 2016–현재
- - 아담 페데리치 - 토레스 - 2003-04
- – 프란시스코 페둘로 – 볼로냐 – 1930–39
- - 마이클 페란테 - 콤프렌스 스타비아, 베네벤토 - 2001-04
- - 가브리엘 페라리 - 페루자, 포자, 테르나나 - 2008-2010
- - 마테오 페라리 - 제노아, 레체, 바리, 인테르나치오날레, 파르마, 로마, 제노아 - 1997-2009
- - 구스타보 페레티 - 키오자, 사보나, 비테르베세, 마르살라, 베네치아, 레냐고, 마라노, 파도바, 이몰레세, 모데나 - 2004–현재
- – 에마누엘레 피글리올라 – 제노아 – 1935–38
- – 에드윈 로널드 피르마니 – 삼프도리아, 인테르, 제노아 – 1955–63
- – 엔리케 플라미니 – 라치오 – 1939–52, 1953–54
- – 페르난도 포레스티에리 – 제노아, 시에나, 비첸차, 우디네세, 엠폴리, 바리 – 2006–09, 2010–12
- - 브루노 포르나롤리 - 삼프도리아 - 2008-09, 2010–11, 2011–12
- – 조르지뉴 – 삼보니파체세, 베로나, 나폴리 – 2010–현재
- - 아르만도 프리교 - 비첸차, 피오렌티나, 스페치아 - 1934-1943
- – 프란체스코 프리오네 – 인테르 – 1932–35
- – 엘리시오 가바르도 – 밀란, 리구리아, 제노아 – 1935–41
- - 잔카를로 갈리푸오코 - 리에티 - 2018–현재
- - 살바토레 감비노 - 트라파니, 구비오, 그로세토 - 2010-15
- - 잔루카 가우디노 - 키에보 베로나 - 2017-18
- - 주세페 제미티 - 우디네세, 제노아, 모데나, 키에보 베로나, 피아첸차, 노바라, 리보르노, 바리, 크레모네세 - 2002-2017
- – 알시데스 기지아 – 로마, 밀란 – 1953–62
- - 기예르모 자코마치 - 레체, 팔레르모, 엠폴리, 시에나, 페루자 - 2001-2015
- - 데즈 지랄디 - 엠폴리, 쿠이오펠리 카피아노 - 2004-05
- – 구에리노 고타르디 – 라치오 – 1995-05
- - 줄리오 지우리치치 - 사수올로, 몬티키아리, 카스텔라나, 갈라라테세 - 2008-2012
- - 빈첸초 그렐라 - 엠폴리, 테르나나, 파르마, 토리노 - 1998-2008
- - 빈첸초 그리포 - 이탈리아에서 뛰지 않았으나, 2018년 이탈리아 국가대표팀에 소집됨
- - 시몬레 그립포 - 키에보 베로나, 피아첸차, 루메차네, 프로시노네 - 2008-2011
- – 엔리케 과이타 – 로마 – 1933–35
- – 안필로지노 과리시 – 라치오 – 1931–37
- - 니콜라 구글리엘멜리 - 헬라스 베로나, 프라토, 만토바 - 2017–현재
- - 안드레스 구글리엘민피에트로 - 밀란, 인테르나치오날레, 볼로냐 - 1998-2004
- - 데니스 이아피키노 - 시에나, 리보르노 - 2016–현재
- - 마우로 이카르디 - 삼프도리아, 인테르나치오날레 - 2012–현재
- – 파올로 이노첸티 – 볼로냐, 나폴리 – 1924–37
- – 이그나시오 헤랄디노 – 파르마 – 2014–15
- - 프랭키 라가나 - 엠폴리 - 2003-05
- - 뱅상 로리니 - 포솜브로네, 카르피, 엠폴리, 피오렌티나 - 2008–현재
- – 크리스티안 레데스마 – 레체, 라치오, 프로 피아첸차 – 2001–15, 2018–현재
- - 루카스 페치니 레이바 - 라치오 - 2017–현재
- – 훌리오 리보나티 – 토리노, 제노아 – 1926–36
- – 프란시스코 로하코노 – 비첸차, 피오렌티나, 로마, 삼프도리아 – 1956–65
- – 체사레 로바티 - 밀란 - 1910-1922
- - 에이드리언 마다스치 - 아탈란타, 몬차, 피스토이에세, 그로세토, 포르토그루아로 숨마가 - 2000-03, 2005-2011
- - 마티아 마히오 - 노바라, 만토바 - 2011-13, 2016
- - 존 마이사노 - 아탈란타 - 1997-98
- - 토마스 망가니 - 키에보 베로나 - 2014-15
- - 도니 마랑공 - 로마 - 2005-2011
- - 루이스 펠리페 하모스 마르치 - 살레르니타나, 라치오 - 2016–현재
- - 마시모 마르지오타 - 페스카라, 코센차, 레체, 레지아나, 우디네세, 비첸차, 페루자, 피아첸차, 프로시노네, 바를레타 - 1994-2011
- – 레안드로 마르티네스 – 파르마 – 2007–08
- – 리날도 마르티노 – 유벤투스 – 1949–50
- – 에르네스토 마스체로니 – 인테르 – 1934–36
- – 움베르토 마스키오 – 볼로냐, 아탈란타, 인테르, 피오렌티나 – 1957–66
- – 호세 마우리 – 파르마, 밀란 – 2013–현재
- - 미겔 메아 비탈리 - 포지본시, 라치오, 소라 - 2003, 2004–05
- - 크리스티안 메닌 - 프로 바스토, 마세세 - 2007-09
- - 조 몬테무로 - 트레비소 - 1991-95
- - 파올로 몬테로 - 아탈란타, 유벤투스 - 1992-2005
- – 루이스 몬티 – 유벤투스 – 1930–39
- – 미겔 몬투오리 – 피오렌티나 – 1956–61
- - 다비데 모스카르델리 - 마카레세, 구이도니아 몬테첼리오, 산조반네세, 트리에스티나, 리미니, 체세나, 피아첸차, 키에보 베로나, 볼로냐, 레체, 아레초, 피사 - 1997–현재
- – 조반니 모스카르디니 – 루케세, 피사, 제노아 – 1919–??
- – 티아고 모타 – 제노아, 인테르 – 2008–12
- - 노르베르투 무라라 네투 - 피오렌티나, 유벤투스 - 2011-17
- - 안드레아 오를란디 - 노바라 - 2017-18
- – 라이문도 오르시 – 유벤투스 – 1928–35
- – 파블로 다니엘 오스발도 – 피오렌티나, 볼로냐, 로마, 유벤투스, 인테르 – 2007–10, 2011–15
- – 가브리엘 팔레타 – 파르마, 밀란, 아탈란타 – 2010–18
- – 이메르송 팔미에리 – 로마 – 2015–18
- - 빈첸초 팔룸보 - 피델리스 안드리아, 엠폴리, 페스카라, 팔레르모, 토레스, 피사, 올비아, 비르투스 카사라노, 타볼라라, 비테르베세, 누오레세, 카스텔사르도, 칼랑지아누스, 알바로사, 골포 아란치 - 1995–현재
- - 하워드 파사도로 - 제노아 - 1898-1903
- - 다니엘 파사레야 - 피오렌티나, 인테르나치오날레 - 1982-88
- - 하비에르 파스토레 - 팔레르모, 로마 - 2009-2011, 2018–현재
- — 시모네 페로타 - 레지나, 유벤투스, 바리, 키에보, 로마 — 1995-2013
- – 브루노 페사올라 – 로마, 노바라, 나폴리, 제노아 – 1947–62
- - 라울 페트레타 - 이탈리아에서 뛰지 않았지만, 2018년 U-21 국가대표팀에 소집됨
- - 헤르만 페셀라 - 피오렌티나 - 2017–현재
- - 마우리시오 피니야 - 인테르나치오날레, 키에보 베로나, 그로세토, 팔레르모, 칼리아리, 제노아, 아탈란타 - 2003-04, 2009-2017
- - 레노 피스코포 - 레나테 - 2017–현재
- - 미셸 플라티니 - 유벤투스 - 1982-87
- - 산드로 포르키아 - 라구사, 사보이아, 크로토네, 리미니, 그로세토, 코센차, 바사노, 산 니콜로, 리벨레 - 1996-2014
- – 로베르토 포르타 – 인테르 – 1934–36
- - 제이콥 포스코리에로 - 산도나예솔로, 바사노 - 2010-13
- - 루카스 프라토 - 제노아 - 2011-12
- - 실비오 프로토 - 라치오 - 2018-21
- – 에토레 푸리첼리 – 볼로냐, 밀란 – 1938–49
- - 라파엘 세베로 레파티 - 레지아나, 트렌토, 코넬리아노, 키오자, 체르비아 - 2001-03, 2005–06, 2006–09
- - 구스타보 레지 - 레지나, 크로토네 - 1999-2001
- - 빈첸초 레넬라 - 체세나 - 2011-12
- - 마테오 레테기 - 제노아 - 2023-현재
- – 에두아르도 리카니 – 유벤투스, 밀란, 토리노 – 1953–58
- - 니콜라스 리조 - 테르나나, 안코나, 프라토 - 2000-04
- - 로물로 – 피오렌티나, 베로나, 유벤투스 – 2011–현재
- – 움베르토 로사 – 삼프도리아, 파도바, 유벤투스, 나폴리 – 1954–64
- - 주세페 로시 – 파르마, 피오렌티나, 제노아 – 2007, 2013–2018
- - 휴고 루비니 - 비테르베세, 유벤투스, 템피오, 카살레, 피오렌추올라, 라벤나, 안코나, 스페치아, 포르테 데이 마르미, 카라레세 - 1986-2008
- - 오스카르 루헤리 - 안코나 - 1992
- – 아틸라 살루스트로 – 나폴리 – 1925–37
- - 니콜라 산소네 - 크로토네, 파르마, 사수올로 - 2011-16
- – 라파엘레 산소네 – 볼로냐, 나폴리 – 1931–45
- – 파비아노 산타크로체 – 나폴리, 파르마 – 2008–13, 2014–15
- - 지오반니 사바레세 - 페루자, 비테르베세, 토레스 - 2000, 2003
- – 에제키엘 스켈로토 – 체세나, 카타니아, 아탈란타, 인테르, 사수올로, 파르마, 키에보 – 2010–15
- – 후안 알베르토 스키아피노 – 밀란, 로마 – 1954–62
- - 엔초 시포 - 인테르, 토리노 - 1987-88, 1991–93
- – 알레한드로 스코페지 – 로마 – 1933–35
- – 페드로 세르나지오토 – 유벤투스 – 1932–34
- - 프랑코 시뇨렐리 - 엠폴리, 테르나나, 스페치아, 살레르니타나 - 2010–현재
- - 히오바니 시메오네 - 제노아, 피오렌티나 - 2016–현재
- – 오마르 시보리 – 유벤투스, 나폴리 – 1957–69
- - 시몬 슬루가 - 스페치아 - 2015-16
- - 다비데 솜마 - 프로 바스토, 올비아 - 2005-08
- - 로베르토 소리아노 - 엠폴리, 삼프도리아, 토리노 - 2010-16, 2018–현재
- – 안젤로 소르마니 – 만토바, 로마, 삼프도리아, 밀란, 나폴리, 피오렌티나, 비첸차 – 1961–76
- — 가브리엘 스트레페자 — SPAL, 유베 스타비아 — 2017–현재
- - 크리스티안 스투아니 - 레지나 - 2008-09
- - 다리오 탄다 - 몬테조르조 - 2017
- - 알렉스 니콜라오 텔레스 - 인테르나치오날레 - 2015-16
- - 다니엘레 티아토 - 살레르니타나 - 1996-97
- - 호물루 유제니우 토그니 - 벨루노폰테, 만프레도니아, 아레초, 소렌토, 페스카라, 아벨리노, SPAL, 마체라테세, 쿠네오, 메촐라라 - 2002-2017
- - 하파엘 톨로이 – 로마, 아탈란타 – 2014–현재
- - 제임스 트로이시 - 아탈란타 - 2012-13
- – 울리세 우슬렌기 – 리보르노, 나폴리 – 1933–38
- - 안젤로 바카로 - 소렌토 - 2010-11
- - 칼 발레리 - SPAL, 그로세토, 사수올로, 테르나나 - 2004-2014
- – 프랑코 바스케스 – 팔레르모 – 2011–12, 2014–16
- - 앙드레 비아피아나 - 트리에스티나, 레지아나, 리에세 - 2004-05, 2009–14, 2014-현재
- - 마시밀리아노 비에리 - 프라토, 파노, 브레셀로, 안코나, 베로나, 나폴리, 테르나나, 트리에스티나, 아레초, 노바라, 레코, 프라토 - 1997-2012
- – 주세페 윌손 – 라치오 – 1969–79
- - 안토니우 카를루스 사구 - 로마 - 1998-2002
- - 하비에르 사네티 - 인테르 - 1995-2014
- - 마시모 차피노 - 카타니아, 아치레알레, 노체리나, 프로시노네, 키에보 베로나, 프로 세스토, 포자, 레코, 타란토, 코모, 바레세 - 2000-2018

### 이탈리아 럭비 오리운도
1995년 럭비가 프로화된 이래 이탈리아에서 럭비를 하는 아르헨티나 선수들의 수는 증가했으며, 아르헨티나 리그 시스템은 여전히 아마추어로 남아 있다. (그러나 유럽에 기반을 둔 선수들을 포함한 프로 선수들은 아르헨티나 국가대표팀에서 뛸 자격이 있으며, 이 나라의 국가 연맹은 국가대표팀을 위해 국내 프로 선수 풀을 만들었다. 팜파스 XV 및 재규어스 (슈퍼 럭비) 참조) 이탈리아 럭비는 귀화한 외국인 선수도 허용한다. 국적 변경에 대한 제한은 축구보다 럭비에서 덜 엄격하며, 3년 거주하면 자격이 부여된다. 이탈리아 국가대표팀에 선발된 오리운도들은 다음과 같다:
| 이름                    | 출신국              |
| ----------------------- | ------------------- |
| 로돌포 암브로시오       | 아르헨티나          |
| 마티아스 아게로         | 아르헨티나          |
| 다비드 보르톨루시       | 프랑스              |
| 곤살로 카날레           | 아르헨티나          |
| 파블로 카나보시오       | 아르헨티나          |
| 마르틴 카스트로지오반니 | 아르헨티나          |
| 오스카르 콜로도         | 스위스              |
| 카를로 델 파바          | 남아프리카 공화국   |
| 산티아고 델라페         | 아르헨티나          |
| 디에고 도밍게스         | 아르헨티나          |
| 마크 지아케리           | 오스트레일리아      |
| 티토 루피니             | 남아프리카 공화국   |
| 라미로 마르티네스       | 아르헨티나          |
| 루크 맥린               | 오스트레일리아      |
| 카를로스 니에토         | 아르헨티나          |
| 루시아노 오르케라       | 아르헨티나          |
| 아론 페르시코           | 뉴질랜드            |
| 라미로 페즈             | 아르헨티나          |
| 맷 피니                 | 오스트레일리아      |
| 페데리코 푸치아리엘로   | 아르헨티나          |
| 조쉬 솔                 | 뉴질랜드            |
| 마르코 스타노예비치     | 잉글랜드 / 세르비아 |
| 로랑 트라비니           | 프랑스              |
| 닉 지스티               | 오스트레일리아      |
| 다리오 키스톨리니       | 남아프리카 공화국   |

### 이탈리아 농구 오리운도 목록
- - 파블로 알베르티나치 - 리에티, 산 세베로, 카탄차로, 칼리아리, 코라토, 마달로니, 카포 도를란도 - 2001-03, 2005–11
- - 파트릭 발다사레 - 트레비소, 칼리지 이탈리아, 트레빌리오, 라고 마조레, 사사리, 스카파티, 포르티투도 볼로냐, 트라파니, 레조 칼라브리아 - 2002–현재.
- - 파블로 베르토네 - 페자로, 바레세 - 2017–현재.
- - 앤서니 비네티 - 포르티투도 볼로냐, 카스텔레토 티치노, 칸투, 브린디시, 사사리, 베롤리 - 2006-07, 2008–13
- - 얀 보나토 - 페자로, 레조 에밀리아 - 1997-99
- - 조지 부치 - 시에나, 포르티투도 볼로냐, 몬테카티니 - 1977-92
- - 라이언 부치 - 오차노, 라구사, 오시모, 소레시나, 유비 크레모나, 바르첼로나 포초 디 고토, 페렌티노, 페라라, 아그리젠토 - 2003-17
- - 세바스티안 카치올라 - 로세토, 몬테카티니, 사사리, 타란토, 나폴리, 리미니 - 2003-04, 2005, 2005–08, 2009
- - 단테 칼라브리아 - 리보르노, 트리에스테, 트레비소, 칸투, 밀라노, 포르티투도, 소레시나, 산트안티모 - 1996-97, 2000–01, 2002–09, 2010.
- - 후안 마르코스 카시니 - 예시, 칸투, 피스토이아, 스카파티, 나폴리, 페렌티노, 카살레, 레조 칼라브리아, 라벤나, 레카나티, 리에티 - 2003-08, 2009–현재.
- - 오스카르 키아라멜로 - 산 세베로, 오시모, 몬테그라나로, 피스토이아, 레카나티, 스타무라 - 1999-01, 2000–01, 2001–02, 2002–03, 2003–13
- - 알바노 키아라스텔라 - 베르날다, 포텐차, 마사프라, 아그리젠토, 비엘라 - 2006–현재
- - 데이비드 키오티 - 카살레, 밀라노, 브린디시 - 2009-14
- - 맷 코스텔로 - 아벨리노 - 2018–현재
- - 마이크 댄토니 - 밀라노(선수) - 1977-90 - 밀라노, 트레비소(감독) - 1990-97, 2001–02
- - 엔리코 데 카를리 - 마치니 볼로냐, 바레세, 칸투 - 1958-60, 1963–65
- - 사무엘 데과라 - 트레비소, 카오를레, 바리, 레조 에밀리아 - 2007-13
- - 카를로스 델피노 - 레조 칼라브리아, 포르티투도 볼로냐, 토리노 - 2000-04, 2018–현재
- - 비니 델 네그로 - 트레비소, 포르티투도 볼로냐 - 1990-92, 1999
- - 로스 데로가티스 - 카포 도를란도 - 2007
- - 아구스틴 파비 - 파티, 트레빌리오, 레조 칼라브리아, 트레비소 - 2010–현재.
- - 후안 마누엘 파비 - 카스텔라노 마사프라, 카포 도를란도, 이몰라 - 2003-09
- - 다니엘 파라벨로 - 바레세, 페라라 - 2003-06, 2007-11.
- - 아리엘 필로이 - 사사리, 리미니, 밀라노, 소레시나, 스카파티, 피스토이아, 트리에스테, 레조 에밀리아, 베네치아, 아벨리노 - 2003–현재
- - 데미안 필로이 - 포르토 토레스, 리미니, 몬테그라나로, 레조 에밀리아, 트라파니, 로마 - 2002-14, 2015–17, 2018-현재.
- - 브루노 피티팔도 - 카포 도를란도, 아벨리노 - 2016, 2017–현재
- - 토토 포레이 - 메시나, 파도바, 예솔로, 포를리, 트렌토 - 2003–현재.
- - 프레데리크 포르테 - 아벨리노, 스카파티 - 2003-05
- - 로베르토 가비니 - 리미니, 로마, 나폴리, 예시 - 2003-04, 2007–10
- - 앤서니 젠나리 - 바레세, 포를리, 팔. 밀라노, 베네치아, 리에티 - 1964-76
- - 마리오 게르세티 - 포르토 토레스, 베롤리, 비제바노, 브레시아, 베로나, 페렌티노, 레조 칼라브리아, 베르가모, 오르치누오비 - 2001-13, 2014–현재.
- - 니콜라스 지아넬라 - 레조 칼라브리아, 스카파티, 칸투 - 2000-01, 2002–03, 2011–12
- - 마리오 지제나 - 리보르노, 예시, 바레세, 밀라노, 리에티, 베롤리, 오스투니, 파브리아노, 레카나티, 돈 보스코 리보르노, 피옴비노, 라브로니카 리보르노, 체치나 - 1995-2012, 2013–현재.
- - 실비오 지제나 - 리보르노, 비르투스 볼로냐, 밀라노, 페자로, 우디네, 스카파티, 소레시나, 포르티투도 볼로냐, 마사프라, 오스투니, 바리, 리베르타스 리보르노 - 1995-2013
- - 마누 히노빌리 - 레조 칼라브리아, 비르투스 볼로냐 - 1998-02
- - 앤서니 지오바키니 - 아벨리노, 로세토, 몬테카티니, 비르투스 볼로냐, 레조 칼라브리아, 카살레, 파브리아노, 나폴리, 밀라노, 칸투, 브린디시, 베롤리 - 2002-12
- - 기예르메 지오반노니 - 리미니, 비엘라, 트레비소, 비르투스 볼로냐 - 2002-04, 2005–06, 2005–09
- - 피터 구아라스치 - 페자로, 로세토, 리미니, 레조 에밀리아 - 1996-99, 2000–01, 2002–08
- - 마이크 이우졸리노 - 베로나, 로마, 밀라노, 파비아 - 1995-01, 2002–03
- - 안토니오 마에스트란치 - 레조 칼라브리아, 예시, 몬테그라나로, 로마 - 2006-2012
- - 니콜라스 마차리노 - 레조 칼라브리아, 칸투 - 2001-13
- - 필 멜릴로 - 라치오, 트레비소, 리에티, 로마(선수) - 1976-77, 1983-86 - 포를리, 베로나, 시에나, 로세토, 우디네, 페자로, 노바라, 몬테카티니(감독) - 1994-04, 2005–07, 2008–09, 2012-13
- - 알렉스 미톨라 - 체글리에 - 2016-17
- - 알레한드로 몬테키아 - 레조 칼라브리아, 밀라노 - 1999-03, 2006
- - 파울루 세사르 모타 - 로세토, 트라파니, 브린디시, 오스투니, 코라토, 체글리에 - 2001, 2002–13, 2014
- - 알레한드로 무로 - 스카파티, 팔레스트리나, 노바라, 몬테그라나로, 카살레, 피렌체, 브린디시, 라티나, 포르티투도 볼로냐 - 2001, 2001–10
- - 베르나르도 무소 - 페르가미노, 리카타, 알게로, 올비아, 포솜브로네, 우디네, 브레시아, 페루자, 나폴리, 포를리, 페자로, 페렌티노, 트레비소 - 2002-15, 2016–현재.
- - 마이크 나르디 - 나폴리, 몬테카티니, 아벨리노, 페자로, 파비아, 밀라노, 포를리, 만토바, 라티나 - 2007-12, 2013–15
- - 라이언 페티넬라 - 몬테그라나로, 베롤리, 레카나티 - 2008-09, 2013–14
- - 안토니오 포르타 - 이몰라, 리보르노, 비엘라, 아벨리노, 베로나, 스카파티, 우디네 - 2002-07, 2008–13, 2016
- - 앤서니 라파 - 로마, 오르치누오비 - 2016-17, 2017
- - 니콜라스 리초티 - 바리, 아그로폴리, 로비고 - 2005-08
- - 메이슨 로카 - 예시, 나폴리, 밀라노, 비르투스 볼로냐 - 2001-15
- - 조엘 살비 - 예시, 이몰라, 스카파티, 페라라, 비제바노, 레조 에밀리아 - 2004-11
- - 맷 산탄젤로 - 칸투, 리에티, 트레비소 - 2000-01, 2005–06
- - 브라이언 스칼라브라인 - 트레비소 - 2011
- - 헤르만 스카로네 - 트레비소, 체르비아, 리미니, 몬테카티니, 시에나, 비르투스 볼로냐, 페자로, 레조 칼라브리아, 리미니, 피아첸차, 몬숨마노, 벨라리아 - 1993–현재.
- - 로랑 시아라 - 트레비소 - 1997-98
- - 휴고 스코노치니 - 레조 칼라브리아, 밀라노, 로마, 비르투스 볼로냐, 피아첸티나, 세그라테, 몬티첼리 - 1990-96, 1997-01, 2002–12
- - 조나탄 타베르나리 - 비엘라, 피스토이아, 스카파티, 토르토나, 아그로폴리, 시에나, 사사리 - 2011-13, 2014–현재.
- - 조 트라파니 - 카살레, 포를리 - 2011-12
- - 마르크 트라솔리니 - 페자로, 아벨리노, 아그로폴리 - 2013-16
- - 마르코 베르기넬라 - 우디네, 레조 칼라브리아, 파브리아노, 리에티, 사사리 - 2004-08
- - 제프 비지아노 - 파비아, 밀라노, 비엘라, 트레비소, 브린디시, 시에나, 베네치아 - 2008-17
- - 브루노 사노티 - 레조 에밀리아, 예시 - 2006-07

## 스페인 오리운도
제2차 세계 대전 이전에 스페인에서 축구를 한 남미 선수는 거의 없었다. 프란시스코 프랑코 장군 치하의 스페인은 1954년부터 라틴 아메리카 국가들과의 이중 국적을 허용했다. 알프레도 디 스테파노, 호세 산타마리아, 엑토르 리알과 같은 선수들이 빠르게 이적하여 레알 마드리드가 유러피언컵 초창기의 지배적인 클럽이 되는 데 기여했다. 1962년, 스페인 리그는 외국인 선수들의 존재가 국가대표팀의 부진한 성적의 원인으로 지목되자 모든 외국인 선수를 금지했다. 오리운도는 본국 국가대표팀에 선발되지 않은 경우에 한해 허용되었다. 그 결과, 클럽들은 잠재적인 영입 선수들의 스페인 혈통을 입증하는 데 혈안이 되었고, 이는 일부 의심스러운 사례를 낳았다. 일부 선수들은 위조된 출생 증명서를 통해 허위 스페인 조상을 내세웠다. 이는 알프레도 스트로에스네르의 부패한 독재 시절 파라과이에서 쉬운 일이었다. 그 결과, 1972년 FC 바르셀로나가 폭로한 사건을 포함하여 여러 차례 스캔들이 발생했다. 1973년, 부패 유인을 줄이기 위해 팀당 최대 두 명의 비오리운도 외국인 선수가 허용되었다. 그럼에도 불구하고, 라틴 아메리카 선수들의 영입은 계속 강세를 보여, 아르헨티나 축구 협회는 1978년 FIFA 월드컵 개최 준비를 위해 예비 40명 선수단이 "빼돌려지는" 것을 막기 위해 해외로 이동하는 것을 금지했다. 스페인은 1979년 또 다른 위조 스캔들 이후 팀당 오리운도 수를 한 명으로 줄였다. 1979년부터 1982년까지 아르헨티나 선수는 해외로 나갈 수 없었으며, 마리오 켐페스와 같은 많은 선수들이 고국으로 돌아왔다.
레알 마드리드의 전설 알프레도 디 스테파노는 대표적인 사례이다. 그는 아르헨티나에서 태어나 아르헨티나 국가대표팀에서 뛰었지만, 나중에 스페인 시민권을 얻고 1962년 FIFA 월드컵에서 스페인을 대표했다.

## 같이 보기
- 그랜니게이트
- 하이구이
- 귀화 스페인 국제 축구 선수 목록